# 고마쓰 하야타
고마쓰 하야타(일본어: 小松 駿太, 1997년 11월 7일~)는 일본의 축구 선수이다.

## 구단 경력
그는 2017년 J3리그의 YSCC 요코하마에 입단했다. 2018년 FC 류큐로 이적했다. 2018년 J3리그 우승으로 J2리그로 승격했다. 2020년 몬테디오 야마가타로 이적했다. 2021년부터 2022년까지 FC 이마바리와 이와테 그루자 모리오카에서 뛰었다.